# Ceratozona squalida
Ceratozona squalida är en blötdjursart som först beskrevs av C.B. Adams 1845.  Ceratozona squalida ingår i släktet Ceratozona och familjen Ischnochitonidae. Inga underarter finns listade i Catalogue of Life.